# Chamyla intricans
Chamyla intricans är en fjärilsart som beskrevs av Alphéraky 1883. Chamyla intricans ingår i släktet Chamyla och familjen nattflyn. Inga underarter finns listade i Catalogue of Life.